# Метлюк, Филипп Юрьевич
Фили́пп Ю́рьевич Метлю́к (род. 12 декабря 1981 или 13 декабря 1981, Тольятти, Куйбышевская область) — российский хоккеист, защитник; тренер.

## Клубная карьера
Воспитанник тольяттинского хоккея. Выступал за ЦСК ВВС, «Ладу», «Химик» (Мытищи), «Авангард», ЦСКА, «Югру», «Металлург» (Новокузнецк), «Металлург» (Магнитогорск), «Автомобилист» и «Салават Юлаев».
Старший брат Денис Метлюк также был хоккеистом, на позиции нападающего. Выступал за клубы: «Лада», «Ак Барс», «Салават Юлаев», «Нефтехимик» и «Химик» (Воскресенск).
5 мая 2019 года спортивный директор «Лады», в интервью клубному сайту, рассказал о том, что Метлюк принял решение завершить профессиональную карьеру игрока.

## Тренерская карьера
20 октября 2020 года стал главным тренером клуба МХЛ «Ладья» (молодёжная команда «Лады») и проработал на этой должности до 1 мая 2021 года.
На следующий день, 2 мая, вступил в должность помощника главного тренера клуба ВХЛ «Горняк-УГМК» (фарм-клуб «Автомобилиста»).
22 июня 2022 года было объявлено о назначении Метлюка на должность главного тренера МХК «Спартак». По итогам регулярного чемпионата команда заняла пятое место и вышла в плей-офф Кубка Харламова. В первом раунде плей-офф спартаковцы обыграли «Красную армию» со счётом 3:1 (3:0, 4:2, 2:3, 8:1), последний матч серии завершился крупной победой спартаковцев 8:1. Эта победа стала самой крупной для клуба в истории противостояния этих команд. Таким образом МХК «Спартак» впервые с 2018 года вышел в 1/4 финала Кубка Харламова, где уступил ярославскому «Локо» со счётом 0:3 (2:6, 1:3, 1:7).

## Статистика
| Легенда | Легенда                    | Легенда | Легенда                   | Легенда | Легенда    |
| ------- | -------------------------- | ------- | ------------------------- | ------- | ---------- |
| И       | Количество проведённых игр | Штр     | Штрафное время            | +/−     | Плюс-минус |
| Г       | Голы                       | П       | Голевые передачи          | О       | Очки       |
| -       | Статистика неизвестна      | —       | Статистика не учитывалась |         |            |

## Достижения
Командные
| Год        | Команда                | Достижение                                 | Достижение |
| ---------- | ---------------------- | ------------------------------------------ | ---------- |
| 2003, 2004 | Лада                   | Бронзовый призёр чемпионата России (2)     |            |
| 2004       | Лада-2                 | Победитель Первой лиги (регион «Поволжье») |            |
| 2005       | Лада                   | Серебряный призёр чемпионата России        |            |
| 2014       | Металлург Магнитогорск | Обладатель Кубка Гагарина                  |            |
| 2016       | Салават Юлаев          | Бронзовый призёр КХЛ                       |            |
| 2017, 2018 | Неман                  | Чемпион Белоруссии (2)                     |            |